# Samuel de Champlain

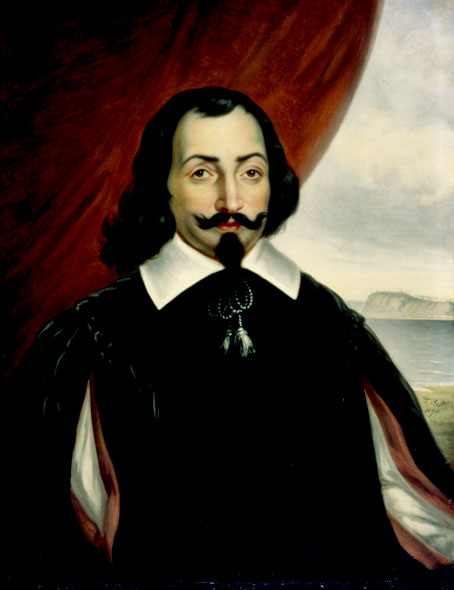
Samuel de Champlain, wie man sich ihn im 19. Jahrhundert vorstellte (Théophile Hamel, 1870)

Samuel de Champlain ([samɥɛl də ʃɑ̃plɛ̃]) (* 1574 in Brouage oder La Rochelle als Samuel Champlain; † 25. Dezember 1635 in Québec, Neufrankreich) war ein französischer Seefahrer, Forschungsreisender, Soldat und Kolonisator, Geograph, Schriftsteller, Architekt, Kartograph und bis an sein Lebensende Statthalter bzw. Kommandant von Neufrankreich. Er und der von König Heinrich IV. von Frankreich beauftragte Pierre Dugua de Mons sind die Gründer von Neufrankreich und Champlain war der erste Statthalter der Hauptstadt dieser Kolonie.
Aus einer Familie von Seefahrern stammend, begann Champlain 1603 mit der Erforschung der Ostküste Nordamerikas. Von 1604 bis 1607 war er an den ersten französischen Kolonialisierungsbemühungen in Nova Scotia beteiligt. 1608 gründete er am Sankt-Lorenz-Strom eine Siedlung, aus der sich die Stadt Québec entwickelte. Champlain war der erste Europäer, der den nach ihm benannten Lake Champlain erreichte. Er veröffentlichte Karten und Berichte, wobei er auch auf Erzählungen der Ureinwohner und von Franzosen, die mit diesen lebten, zurückgriff. Darüber hinaus ging er Allianzen mit den Montagnais, Algonkin und Wyandot ein und verpflichtete sich, sie in ihren Kriegen gegen die Irokesen zu unterstützen. Auf seinen Reisen gelangte er bis zum Huronsee. 1620 beendete Champlain auf Anordnung von König Louis XIII. seine Erkundungen und widmete sich fortan der Verwaltung und der gezielten Kolonialisierung Neufrankreichs. Er gründete Handelsgesellschaften, die Waren (überwiegend Pelze) nach Frankreich transportierten und trug bis zu seinem Tod zum Wachstum der Kolonie bei.

## Biografie

### Kindheit und Jugend

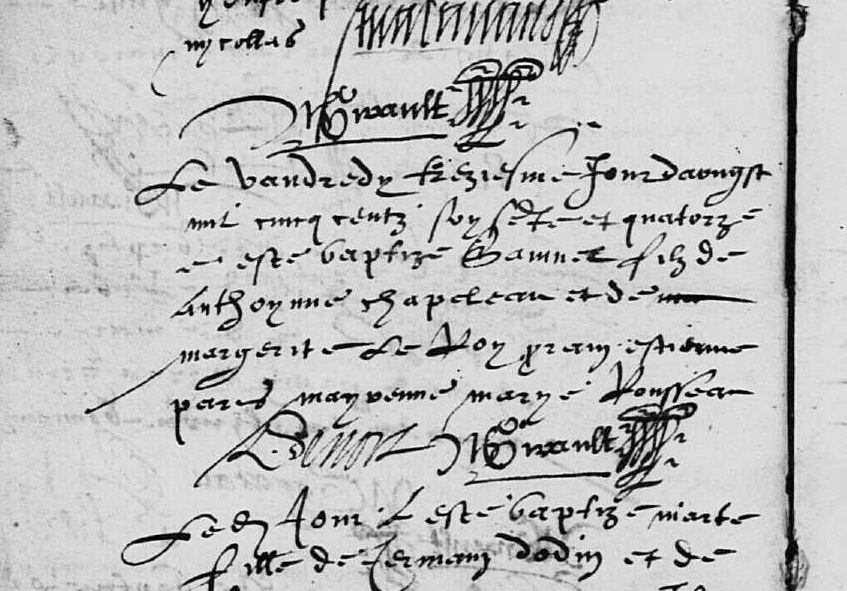
Champlains Taufurkunde

Champlains Geburtsjahr und -ort sind umstritten. Gesichert ist, dass er der Sohn von Antoine Champlain (in einigen Aufzeichnungen auch Chappelain oder Chapeleau geschrieben) und von Marguerite Le Roy war. Als mögliche Geburtsorte gelten Brouage in der Provinz Aunis (der Heimatort der Mutter) und La Rochelle. Das Geburtsjahr wird zwischen 1567 und 1580 angesetzt. Gemäß einer Taufurkunde, die der Genealoge Jean-Marie Germe im Jahr 2012 fand, wurde Champlain am 13. August 1574 in La Rochelle in der protestantischen Kirche Saint-Yon getauft. Er dürfte also erst einige Jahre später Katholik geworden sein.
Die Champlains waren eine Familie von Seefahrern. Samuel lernte zu navigieren, Seekarten zu zeichnen und Berichte zu schreiben. Da sich jede französische Flotte auf See verteidigen musste, lernte er auch, mit Feuerwaffen umzugehen. Diese Kenntnis erwarb er, als er von 1594 bis 1598 in der königlichen Armee diente, während der Endphase der Hugenottenkriege in der Bretagne. Er war damals als Quartiermeister für die Versorgung der Pferde zuständig. Möglicherweise war er Ende 1594 bei Brest an der Belagerung des von den Spaniern gehaltenen Fort Crozon beteiligt. 1597 diente er bei Quimper als capitaine d’une compagnie („Kapitän einer Kompanie“).

### Erste Erfahrungen
Sein aus Marseille stammender Schwiegeronkel Guillaume Allène, dessen Schiff 1598 angeheuert worden war, um gemäß dem Frieden von Vervins spanische Truppen nach Cádiz zurückzutransportieren, gab Champlain die Gelegenheit, ihn zu begleiten. Nach einem längeren Aufenthalt in Cádiz begleitete das Schiff eine spanische Flotte in die Karibik und an die Küste Mittelamerikas. Champlain sammelte dabei weitere Erfahrungen. Als er den Isthmus von Panama durchquerte und den Pazifischen Ozean sah, gelangte er zur Überzeugung, dass ein Kanal an dieser Stelle ein durchaus lohnenswertes Projekt sein könnte. Während der zweijährigen Reise machte er detaillierte Notizen und verfasste einen illustrierten Bericht, den er nach seiner Rückkehr König Henri IV. überreichte. Champlain erhielt als Belohnung eine jährliche Pension zugesprochen. Der Bericht wurde erstmals 1870 veröffentlicht. Dessen Echtheit ist aufgrund von Ungenauigkeiten und Abweichungen von zeitgenössischen Quellen verschiedentlich angezweifelt worden; mittlerweile geht man aber davon aus, dass Champlain tatsächlich der Autor war.

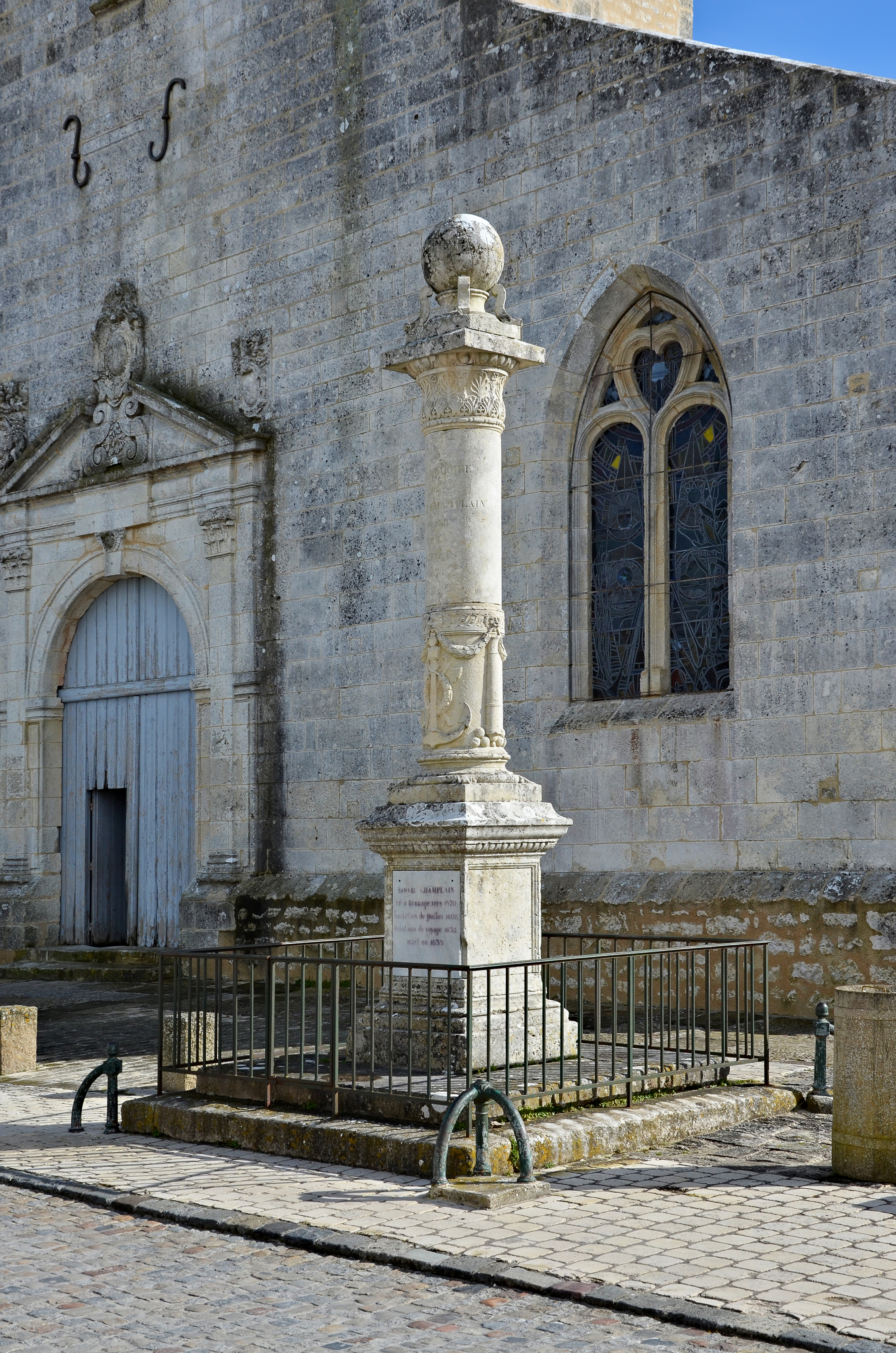
Denkmal zu Ehren Champlains vor der Kirche von Brouage

Als Champlain im August 1600 nach Cádiz zurückkehrte, bot ihm der erkrankte Schwiegeronkel an, die Geschäfte zu übernehmen. Als dieser im Juni 1601 starb, erbte er ein beachtliches Vermögen. Es umfasste einen Gutshof bei La Rochelle, Warenlager in Spanien und ein 150 Tonnen fassendes Handelsschiff. Die Erbschaft und die königliche Pension ermöglichten dem jungen Forscher ein großes Maß an Unabhängigkeit, da er nicht auf die finanzielle Unterstützung durch Händler und Investoren angewiesen war. Von 1601 bis 1603 diente Champlain am königlichen Hof als Geograph. Zu seinen Aufgaben gehörten Reisen zu den französischen Häfen, um von Fischern möglichst viel über Nordamerika zu erfahren. Die Fischer befischten saisonal die Küste zwischen Nantucket und Neufundland. Er verfasste auch eine Studie über frühere gescheiterte Kolonialisierungsversuche der Franzosen, unter anderem von Pierre de Chauvin bei Tadoussac. Chauvin verlor 1602 sein Pelzhandelsmonopol in Nordamerika an Admiral Aymar de Chaste. Champlain bat diesen daraufhin um einen Posten auf der ersten Überfahrt, den er mit königlicher Zustimmung auch erhielt.

### Expeditionen nach Nordamerika
Während seiner ersten Reise nach Nordamerika war Champlain Beobachter auf einer von François Gravé du Pont angeführten Pelzhandelsexpedition. Du Pont hatte viel Erfahrung in nordamerikanischen Gewässern, da er seit mehreren Jahren regelmäßig dorthin segelte, um Handel zu treiben. Drei Schiffe stachen Mitte März 1603 in Honfleur in See und erreichten Tadoussac am 24. Mai. Drei Tage später trafen sich Du Pont und Champlain an der Pointe aux Alouettes, an der Mündung des Rivière Saguenay, mit Vertretern der Montagnais, der Maliseet und der Algonkin. Sie vereinbarten eine Allianz, welche die Beziehungen zwischen Franzosen und Ureinwohnern in den nächsten Jahrzehnten nachhaltig prägen sollte. Ab Mitte Juni folgten sie der Route von Jacques Cartier sechs Jahrzehnte zuvor: Sie erkundeten den Unterlauf des Rivière Richelieu und gelangten auf dem Sankt-Lorenz-Strom bis zu den Lachine-Stromschnellen. Nach seiner Rückkehr nach Frankreich im September veröffentlichte Champlain den Reisebericht Des sauvages, ou voyage de Samuel Champlain, de Brouages, faite en la France nouvelle l’an 1603 („Über die Wilden, oder Reise von Samuel Champlain aus Brouages in Neufrankreich im Jahr 1603“).
Im folgenden Jahr schloss sich Champlain einer weiteren von Du Pont geleiteten Expedition an, organisiert von Pierre Dugua de Mons, der das Monopol auf den Pelzhandel erhalten hatte. Nachdem sie im März 1604 Le Havre verlassen hatten, erreichten sie knapp zwei Monate später die Küste von Nova Scotia. De Mons erteilte Champlain den Auftrag, nach einem geeigneten Ort für ein Winterquartier zu suchen. Nach der Erkundung der Bay of Fundy fiel seine Wahl auf Saint Croix Island, eine kleine Insel an der Mündung des St. Croix River. Die Besatzung war schlecht auf den strengen Winter vorbereitet; bis zum Frühjahr 1605 starb fast die Hälfte an Skorbut. Die Siedlung wurde daraufhin nach Port Royal verlegt. Die nächsten zwei Jahre nutzte Champlain diesen Ort als Basis für weitere Erkundungen, die ihn südwärts bis zur Insel Martha’s Vineyard führten. Scharmützel mit den Nauset hielten ihn davon ab, am Cape Cod (in der Nähe des heutigen Chatham) eine permanente Siedlung aufzubauen. Im Mai 1607 erfuhr De Monts, dass der König sein Monopol widerrufen hatte, sodass er die Kolonialisierungsbemühungen abbrechen musste.

### Gründung Québecs und Kämpfe gegen die Irokesen

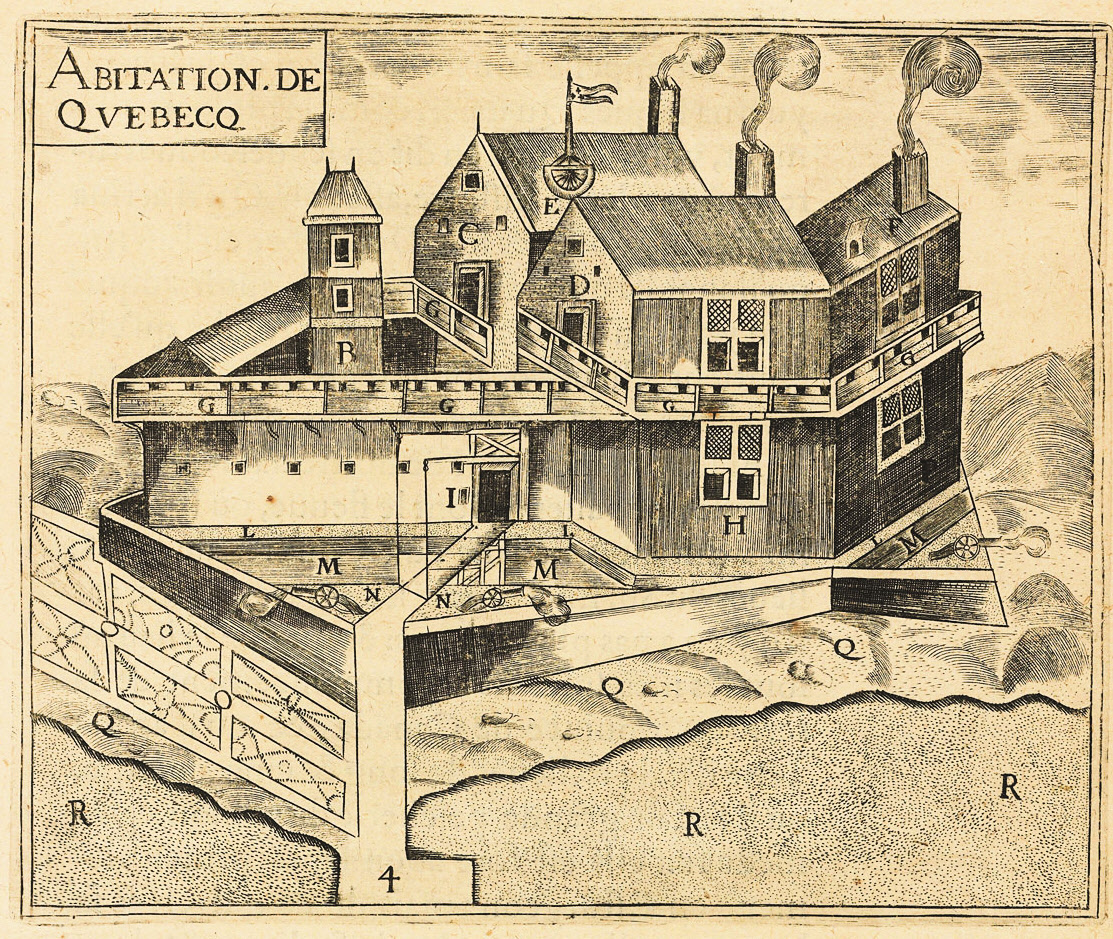
Champlains Skizze der Habitation de Québec

Auf die Zusage hin, einen Handelsposten am Sankt-Lorenz-Strom zu errichten und Land für französische Kolonien zu erschließen, erhielt De Monts eine Erneuerung seines Monopols zugesprochen. Auf eigene Kosten rüstete er drei Schiffe aus, die am 13. April 1608 Honfleur verließen. Champlain, der auf den Reisen zuvor noch ohne offizielle Funktion gewesen war, kommandierte das Hauptschiff, die Don de Dieu (deutsch: „Gottes Geschenk“). Am 3. Juni ankerten die Schiffe bei dem bereits bestehenden Handelsposten am Sankt-Lorenz-Strom in Tadoussac. Die Besatzung fuhr in Booten weiter den Strom hinauf und landete am 3. Juli am Cap Diamant nahe der Mündung des Rivière Saint-Charles. An der heutigen Place Royale bauten die Männer einen Gebäudekomplex, den Champlain entworfen hatte und der von einer Palisade und einem Graben umgeben war. Diese Habitation de Québec war Festung, Wohnstätte und Handelsposten in einem und bildete den Grundstein der späteren Stadt Québec.
Aufgrund von Krankheiten überlebten nur neun von 29 Männern, darunter Champlain, den ersten Winter in Québec. Nachdem er Nachschub erhalten hatte, erneuerte er seine bestehenden Allianzen mit den Ureinwohnern und ging eine neue mit den Huronen ein. Als Gegenleistung forderten die Stämme Unterstützung im Kampf gegen die weiter südlich lebenden Irokesen. Begleitet von neun französischen Soldaten und etwa 300 Kriegern verließ er Québec am 28. Juni 1609 und zog den Rivière Richelieu hinauf. Als erster Europäer entdeckte er am 12. Juli den später nach ihm benannten Lake Champlain. Da sie noch keinen Irokesen begegnet waren, kehrten über drei Viertel seiner Begleiter dort um. Am Abend des 29. Juli entdeckte die Gruppe zwischen Ticonderoga und Crown Point schließlich etwa 200 Irokesen. Diese griffen am folgenden Morgen an, flohen aber, als ihre drei Häuptlinge mit Arkebusen erschossen wurden, zwei von ihnen durch Champlain selbst.
Von Oktober 1609 bis April 1610 hielt sich Champlain in Frankreich auf, um De Monts und dem König Bericht zu erstatten. Als er zurück in Québec war, baten ihn seine Verbündeten erneut um Unterstützung gegen die Irokesen. Etwa hundert von ihnen hatten sich in einem Fort an der Mündung des Rivière Richelieu verschanzt, in der Nähe des heutigen Sorel. Mithilfe von fünf Arkebusieren wurden am 19. Juni fast alle Irokesen getötet oder gefangen genommen. Als Folge dieser einseitig verlaufenen Schlacht kam es in den nächsten zwanzig Jahren zu keinen weiteren kriegerischen Auseinandersetzungen. Champlain schickte Étienne Brûlé zu den Wyandot, um deren Lebensweise eingehend zu erforschen. In Québec erfuhr er von der am 14. Mai 1610 erfolgten Ermordung des französischen Königs Heinrich IV. Dessen Ehefrau Maria de’ Medici, die als Witwe und auch Regentin anstelle des neunjährigen Thronfolgers Louis XIII. herrschte, zeigte wenig Interesse an Neufrankreich und verwehrte vielen von Champlains protestantischen Gönnern den Zugang zum Hof. Er segelte deshalb im August desselben Jahres persönlich nach Frankreich, um zugunsten der Kolonie neue politische Beziehungen zu knüpfen.

### Heirat und Entdeckungsreisen im Landesinneren

Champlains Karte von Neufrankreich (1612)

In der Unterzeichnung eines Heiratsvertrages am 27. Dezember 1610 sah Champlain wohl eine Möglichkeit, seinen Zugang zum Königshof zu verbessern. Darin verpflichtete er sich, die damals zwölfjährige Hélène Boullé zu heiraten, die Tochter eines Sekretärs im königlichen Haushalt. Die Ehe wurde drei Tage später in der Pariser Kirche St-Germain-l’Auxerrois geschlossen. Da sie das Schutzalter noch nicht erreicht hatte, wurde vereinbart, dass sie erst nach zwei Jahren mit ihm zusammenziehen durfte. Der Heiratsvertrag dürfte das erste Dokument gewesen sein, auf dem er mit „de Champlain“ unterschrieb; ob er damals tatsächlich in den Adelsstand erhoben wurde, ist unsicher. Im Mai 1611 traf Champlain wieder in Québec ein. Er begab sich zur Île de Montréal und richtete an der Pointe-à-Callière (Standort der späteren Stadt Montreal) einen temporären Pelzhandelsposten ein. Die vorgelagerte Île Sainte-Hélène, die er nach seiner Ehefrau benannte, merkte er als geeigneten Standort für eine allfällige Stadtgründung vor, aus diesen Plänen ergab sich jedoch letztlich nichts. Im September 1611 war er zurück in Frankreich.
Da sie ihr Monopol nicht mehr aufrechterhalten konnten, waren De Monts Geschäftspartner nicht länger gewillt, die Kolonie Québec zu unterstützen. Champlain zeichnete eine Karte Neufrankreichs und bat den König um staatliche Förderung. Louis XIII. ernannte am 8. Oktober 1612 Charles de Bourbon zum Vizekönig von Neufrankreich, der wiederum Champlain zu seinem Leutnant bestimmte. Sein Auftrag lautete, eine Verwaltung aufzubauen, Verträge mit den Ureinwohnern zu vereinbaren oder gegen sie Krieg zu führen, den illegalen Pelzhandel einzudämmen, den „einfachsten Weg nach China und Ostindien“ zu finden sowie wertvolle Metalle zu finden und auszubeuten. Charles de Bourbon starb wenig später und sein Nachfolger Henri de Bourbon bestätigte Champlain im Amt. Im März 1613 musste Champlain in Québec feststellen, dass der Pelzhandel nur wenig ertragreich gewesen war, da die Indianer die Aktivitäten nichtautorisierter Händler zunehmend ablehnten. Von der Île de Montréal aus folgte er im Mai dem Ottawa-Fluss und beschrieb diesen als erster Europäer detailliert. Im Juni besuchte er auf der Isle des Allumettes Häuptling Tessouat und bot ihm an, bei den Lachine-Stromschnellen ein Fort für seine Leute zu errichten. Tessouat schlug dieses Angebot aus, da er von der Insel aus den Handel auf dem Fluss besser kontrollieren konnte.
Bereits im August 1613 war Champlain wieder in Frankreich. Er veröffentlichte den Reisebericht Les voyages du Sieur de Champlain, Saintangeois, capitaine ordinaire pour le Roy en la Marine („Die Reisen des Herrn de Champlain aus der Saintonge, ordentlicher Kapitän des Königs in der Marine“), worin er seine Forschungsreisen von 1604 bis 1612 beschrieb. Zu Beginn des Jahres 1614, als er in Fontainebleau beim König weilte, vereinigte er die Händler von La Rochelle und Saint-Malo in einer gemeinsamen Gesellschaft, der Compagnie des Marchands de Rouen et de Saint-Malo (auch Compagnie de Champlain genannt). Bei seiner nächsten Überfahrt nach Québec im Mai 1615 brachte er auch franziskanische Missionare des Rekollekten-Ordens mit. Möglicherweise in Begleitung von Étienne Brûlé folgte er im Juli der Route seiner letzten Expedition bis zur Isle des Allumettes und zog anschließend weiter über den Lake Nipissing und den French River, bis er am 1. August den Huronsee erreichte.
Einen Monat später schloss sich Champlain am Lake Simcoe einer Kriegsexpedition der Wyandot gegen die Irokesen an. Die Gruppe überquerte den Ontariosee und folgte dem Oneida River, bis sie am 10. Oktober 1615 zu einer befestigten Siedlung am Onondaga Lake (am Nordwestrand des heutigen Syracuse) gelangten. Der geplante Überraschungsangriff scheiterte. Champlain wurde durch zwei Pfeile in seinem Bein verletzt und brach die nachfolgende Belagerung am 16. Oktober ab. Zögernd nahm er das Angebot der Wyandot an, bei ihnen am Lake Simcoe zu überwintern. Während eines Jagdausflugs im Dezember verirrte er sich im Wald und wurde erst nach drei Tagen wiedergefunden. Er blieb bis Ende Mai, um die Lebensweise der Wyandot zu studieren, woraufhin er über Québec nach Frankreich zurückkehrte, wo er im September 1616 ankam.

### Verwaltung und Besiedlung Neufrankreichs
Henri de Bourbon war in der Zwischenzeit inhaftiert worden, doch dessen Nachfolger als Vizekönig, Pons de Lauzières, beließ Champlain im Amt. Er unternahm 1617 eine weitere Reise nach Québec, die lediglich drei Monate dauerte. Unter anderem nahm er die ersten permanenten Siedler mit, die Familie des mit ihm befreundeten Apothekers Louis Hébert. Nach der Entmachtung von Regentin Maria de Medici und der Erschießung ihres Beraters Concino Concini stabilisierten sich die politischen Verhältnisse. Champlain verfasste zwei Berichte, die er im Februar 1618 an den König und an die Handelskammer schickte. Er schrieb, dass man über Neufrankreich leicht nach China und Ostindien gelangen könne und dass Zölle auf asiatische Handelswaren, die in Québec erhoben werden könnten, die in Frankreich erzielten Einnahmen um mehr als das Zehnfache übersteigen würden. Auch könne der christliche Glaube bei unzähligen Seelen verbreitet werden. Champlain empfahl, die Handelssiedlung Québec zu einer stark befestigten Hafenstadt auszubauen und 300 Familien anzusiedeln. Die Handelskammer war von den Plänen sofort überzeugt, woraufhin der König jegliche notwendige Unterstützung zusagte. Champlains kurze Reise nach Neufrankreich im Jahr 1618 diente in erster Linie als Vorbereitung für das Siedlungsprojekt.

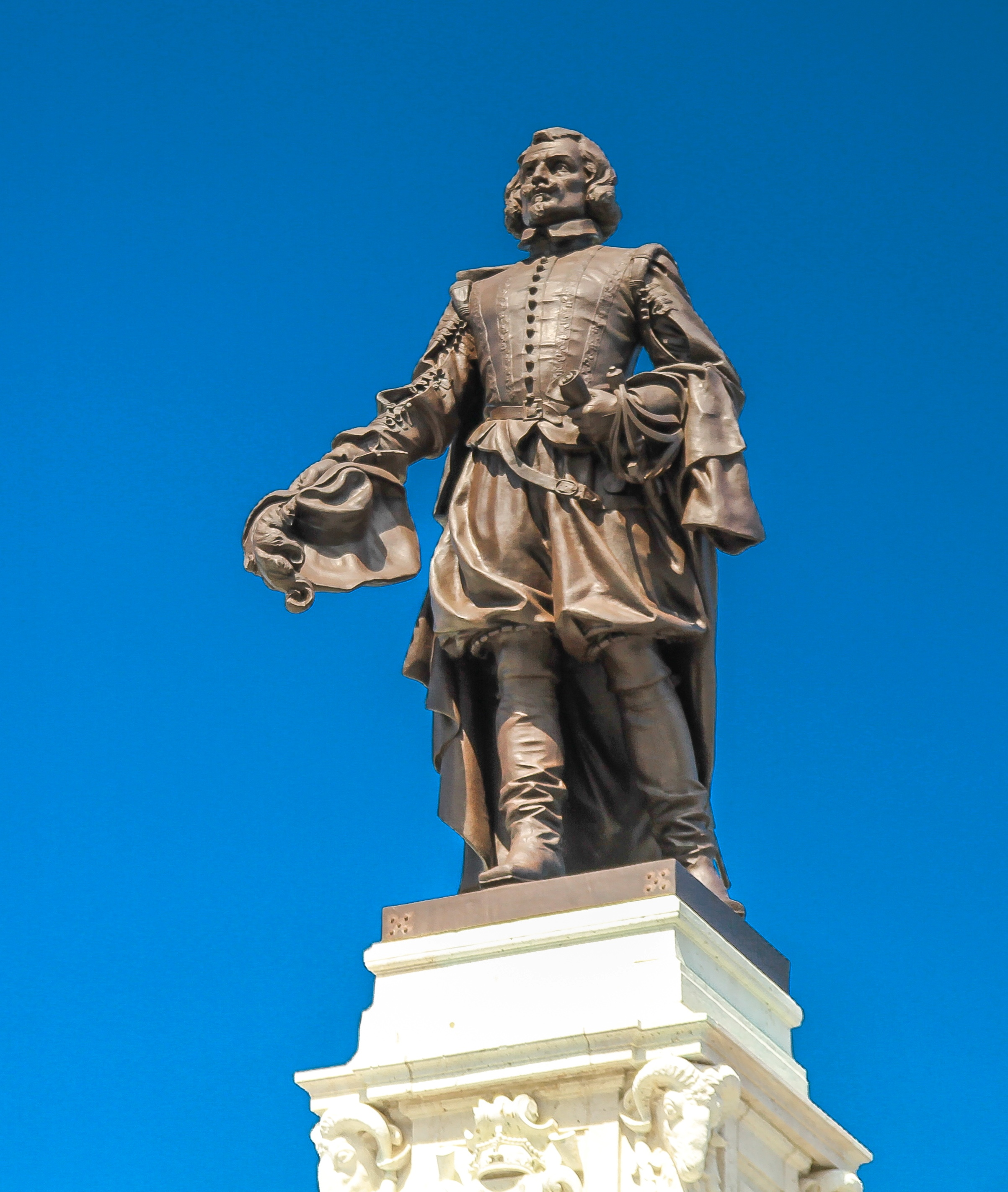
Champlain-Statue in Québec (Paul Chevré, 1898)

Einige Geschäftspartner der Compagnie des Marchands de Rouen et de Saint-Malo, die gegen Champlain intrigierten, weigerten sich im März 1619, ihn in Honfleur an Bord zu lassen. Als sich der Königliche Rat in die Angelegenheit einschaltete, fügte sich die Gesellschaft und akzeptierte ihn als Vorgesetzten. Henri de Bourbon wurde nach dreijähriger Gefangenschaft freigelassen und erhielt alle Privilegien zurück. Da er kein Interesse an Neufrankreich mehr zeigte, verkaufte er im Oktober 1619 den Vizekönigstitel an seinen Schwager Henri II. de Montmorency. Als Champlain im Frühjahr 1620 wieder nach Québec segelte, brachte er seine mittlerweile 22-jährige Ehefrau Hélène Boullé mit. In der mittlerweile heruntergekommenen Siedlung ließ er neue, dauerhaftere Gebäude errichten. Außerdem ordnete er den Bau der ersten Festung an, des Fort Saint-Louis oberhalb der Felswand von Cap Diamant. Im Mai 1621 erfuhr er, dass das Pelzhandelsmonopol an die Gesellschaft der Gebrüder de Caën übergegangen war. Ein sich abzeichnender Konflikt konnte abgewendet werden, indem sich die beiden rivalisierenden Gesellschaften zusammenschlossen. Champlain nahm auch Einfluss auf die Politik der Montagnais, indem er durchsetzte, dass ein Häuptling nur noch mit Einverständnis der Franzosen gewählt werden konnte. Im Herbst 1624 begab er sich wieder nach Frankreich. Seine Ehefrau, die das raue Leben in Nordamerika nicht mochte, verließ Québec für immer und trat Jahre später in ein Kloster ein; die Ehe blieb kinderlos.
Auch Henri de Lévis, der neue Vizekönig, bestätigte Champlain im Februar 1625 als dessen Leutnant. Kardinal Richelieu betrachtete Kolonien als Mittel zur Stärkung Frankreichs und zur Festigung der königlichen Macht; die bisherigen Aktivitäten privater Unternehmer hielt er für nicht ausreichend. Er stellte 1627 die Verwaltung auf eine völlig neue Grundlage und gründete zu diesem Zweck die staatlich kontrollierte Handelsgesellschaft Compagnie de la Nouvelle France, die sich verpflichtete, in den nächsten 15 Jahren 4000 Siedler nach Neufrankreich zu bringen. Sowohl Champlain als auch Richelieu gehörten zu den etwas mehr als 100 Teilhabern. Vom 21. März 1629 an war Champlain als Kommandant von Neufrankreich direkter Untergebener des Kardinals; obwohl seine Tätigkeit derjenigen eines Gouverneurs entsprach, führte er nie diesen Titel.

### Letzte Jahre
Die erste Versorgungsflotte der Compagnie stach im April 1628 in See, verspätete sich jedoch erheblich. Champlain, der in Québec überwintert hatte, musste feststellen, dass die Versorgungslage zunehmend prekärer wurde. Anfang Juli plünderten englische Händler am Cap Tourmente einen Bauernhof, den er zwei Jahre zuvor zur Versorgung Québecs hatte errichten lassen. Im Rahmen des Dreißigjährigen Krieges waren Frankreich und England in den gegenseitigen Kriegszustand getreten. König Charles I. hatte Kaperbriefe ausgestellt, woraufhin Freibeuter begannen, französische Schiffe und Kolonien in Nordamerika zu attackieren. Am 10. Juli überbrachten baskische Fischer im Auftrag des Abenteurers David Kirke eine Kapitulationsforderung. Champlain ließ sich davon nicht beeindrucken, woraufhin die Flotte auf einen Angriff verzichtete. Sie kaperte allerdings die Versorgungsflotte, so dass Québec einen weiteren Winter ohne Nachschub auskommen musste.
Im Frühjahr 1629 gingen die Vorräte langsam zur Neige und Champlain sah sich gezwungen, einige Bewohner nach Gaspé oder zu Indianersiedlungen fortzuschicken, um die Nahrungsmittelrationen zu strecken. Am 19. Juli erschien Kirkes Flotte vor Québec, und Champlain blieb keine andere Wahl als zu kapitulieren und sich zusammen mit den übrigen Bewohnern gefangen nehmen zu lassen. Während eines längeren Zwischenhalts in Tadoussac erfuhr er, dass Étienne Brûlé zum Feind übergelaufen war. Im Oktober wies er den französischen Botschafter in London darauf hin, dass die Eroberung Québecs durch Kirke unrechtmäßig gewesen sei, da der Kriegszustand bereits im April mit der Unterzeichnung des Friedens von Susa beendet worden war. Im März 1632 wurde der Vertrag von Saint-Germain-en-Laye unterzeichnet, der den französischen Anspruch auf Akadien und Québec bestätigte. Im selben Jahr veröffentlichte Champlain Voyages de la Nouvelle France, einen Bericht über seine Tätigkeiten von 1603 bis 1629 (den er Kardinal Richelieu widmete), sowie Traitté de la marine et du devoir d’un bon marinier, ein Traktat über Führungsstil, Seemannskunst und Navigation.
Am 1. März 1633 übernahm Champlain erneut das Amt des Kommandanten von Neufrankreich. Ein letztes Mal segelte er nach Québec, wo er am 22. Mai nach vierjähriger Abwesenheit ankam. Er leitete den Wiederaufbau Québecs, das von den Engländern verwüstet worden war. In seinem Auftrag gründete der Sieur de Laviolette (dessen genaue Identität bis heute umstritten ist) im Juli 1634 an der Mündung des Rivière Saint-Maurice die Stadt Trois-Rivières. Im selben Monat entsandte er Jean Nicolet zu einer langen Erkundungsreise in die Region der Großen Seen. 1635 verschlechterte sich Champlains Gesundheitszustand zusehends; er verstarb schließlich am 25. Dezember.

## Erinnerung

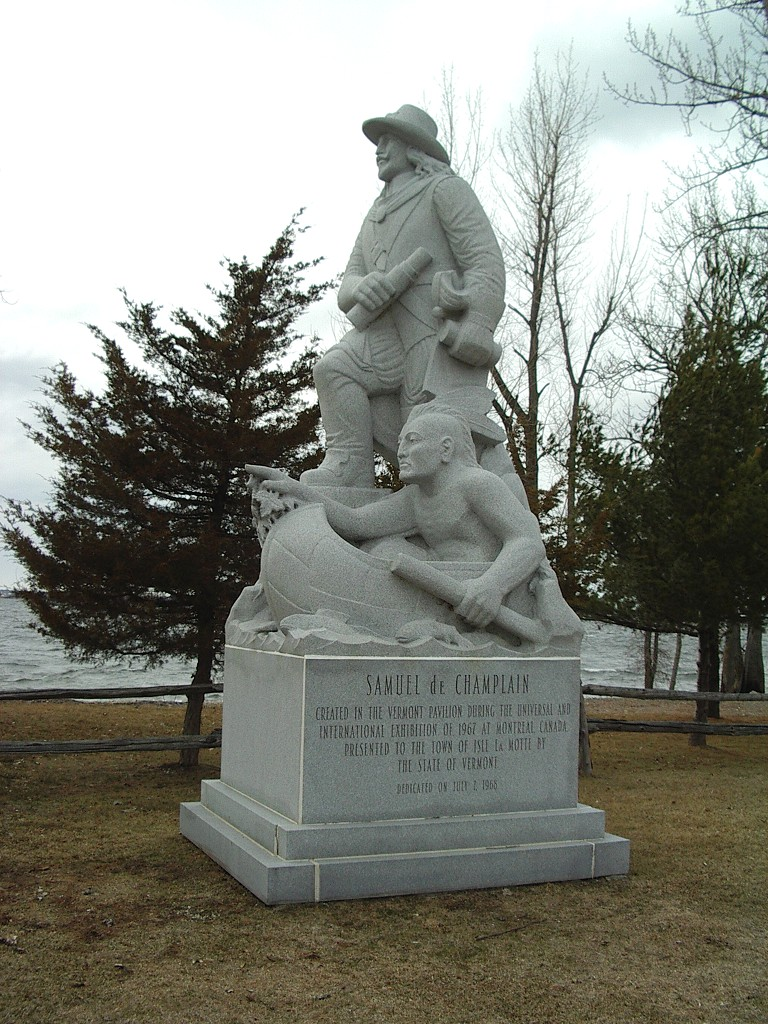
Denkmal für Samuel de Champlain am Lake Champlain in Vermont

Für sein Wirken ehrte die kanadische Regierung, vertreten durch den für das Historic Sites and Monuments Board of Canada zuständigen Minister, am 17. Mai 1929 Samuel de Champlain und erklärte ihn zu einer „Person von nationaler historischer Bedeutung“.
Mehrere geographische Objekte in Kanada, aber auch in den US-Bundesstaaten New York und Vermont wurden nach Champlain benannt. Hinzu kommen zahlreiche Gebäude und Denkmäler, die seinen Namen tragen. Nachfolgend eine Auswahl:
- Lac Champlain (Lake Champlain): bedeutender See zwischen New York, Vermont und Québec
- Vallée du Lac Champlain (Champlain Valley): das Tal, in welchem der See liegt
- Le Quartier Petit Champlain: Fußgängerzone und Einkaufsstraße in der Unterstadt von Québec mit Wohn- und Geschäftshäusern aus dem späten 17. und frühen 18. Jahrhundert[35]
- Champlainmeer: früherer Meeresarm des Atlantiks am Ende der letzten Kaltzeit
- Pic Champlain: Berg in der Provinz Québec
- Champlain: Stadt im Bundesstaat New York
- Champlain: Gemeinde in der Provinz Ontario
- Champlain: Gemeinde in der Provinz Québec
- Samuel de Champlain Provincial Park: Schutzgebiet in Ontario
- Pont Champlain: Brücke über den Sankt-Lorenz-Strom in Montreal
- Champlain Bridge: Brücke über den Ottawa River in Ottawa
- Château Champlain: Hotel in Montreal

## Filme
- 1964 - Champlain, Spielfilm (französisch), Regie: Denys Arcand
- 1988 – En quête d’un pays, Spielfilm (französisch), Regie: Robert Doucet
- 2008 – Enquête Champlain, Spielfilm (französisch), Regie: Marie Nadeau, Les Productions Hyperzoom
- 2008 – Champlain retracé, 3D-Kurzfilm (französisch) von Jean-François Pouliot. Das 22-minütige Werk erzählt die fiktive Geschichte einer Künstlerin, die ein Porträt von Samuel de Champlain malen soll. Sie taucht in die Geschichte des Entdeckers ein, um sich inspirieren zu lassen
- 2014/15 – Le rêve de Champlain, Dokudrama (französisch), 6-teilige TV-Serie mit dokumentarischen Tatsachen und historisch getreuen Film-Rekonstruktionen, auf dem gleichnamigen Werk des US-Historikers David Hackett-Fischer basierend